# Gladys Brockwell

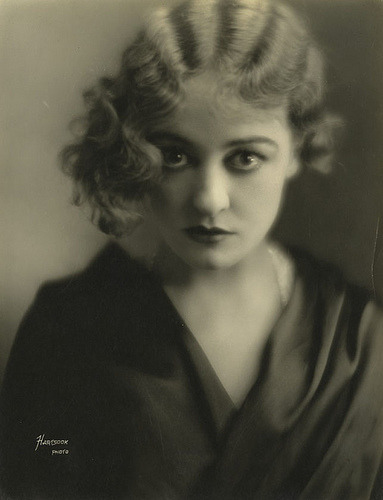
Gladys Brockwell (Foto von Fred Hartsook, um 1924)

Gladys Brockwell (eigentlich Gladys Lindeman; * 26. September 1894 in Brooklyn, New York City; † 2. Juli 1929 in Los Angeles, Kalifornien) war eine US-amerikanische Schauspielerin der Stummfilm- und frühen Tonfilmära. In ihrer 16 Jahre andauernden Leinwandkarriere wirkte sie in 117 Filmen mit. 1916 wurde sie Vertragsdarstellerin bei den Fox Studios und bald zu einer der wichtigsten Stars der Produktionsfirma. In den 1920er Jahren erzielte Brockwell durch Rollen in Filmen wie Der Glöckner von Notre Dame auch für andere Filmstudios Erfolge und galt als profilierte Charakterdarstellerin. 1928 gelang ihr mit Lights of New York der Übergang vom Stumm- zum Tonfilm. Kurz nach einem Vertragsschluss mit Warner Brothers und weiteren geplanten Filmauftritten starb Brockwell 1929 mit 34 Jahren an den Folgen eines Autounfalls.

## Privatleben

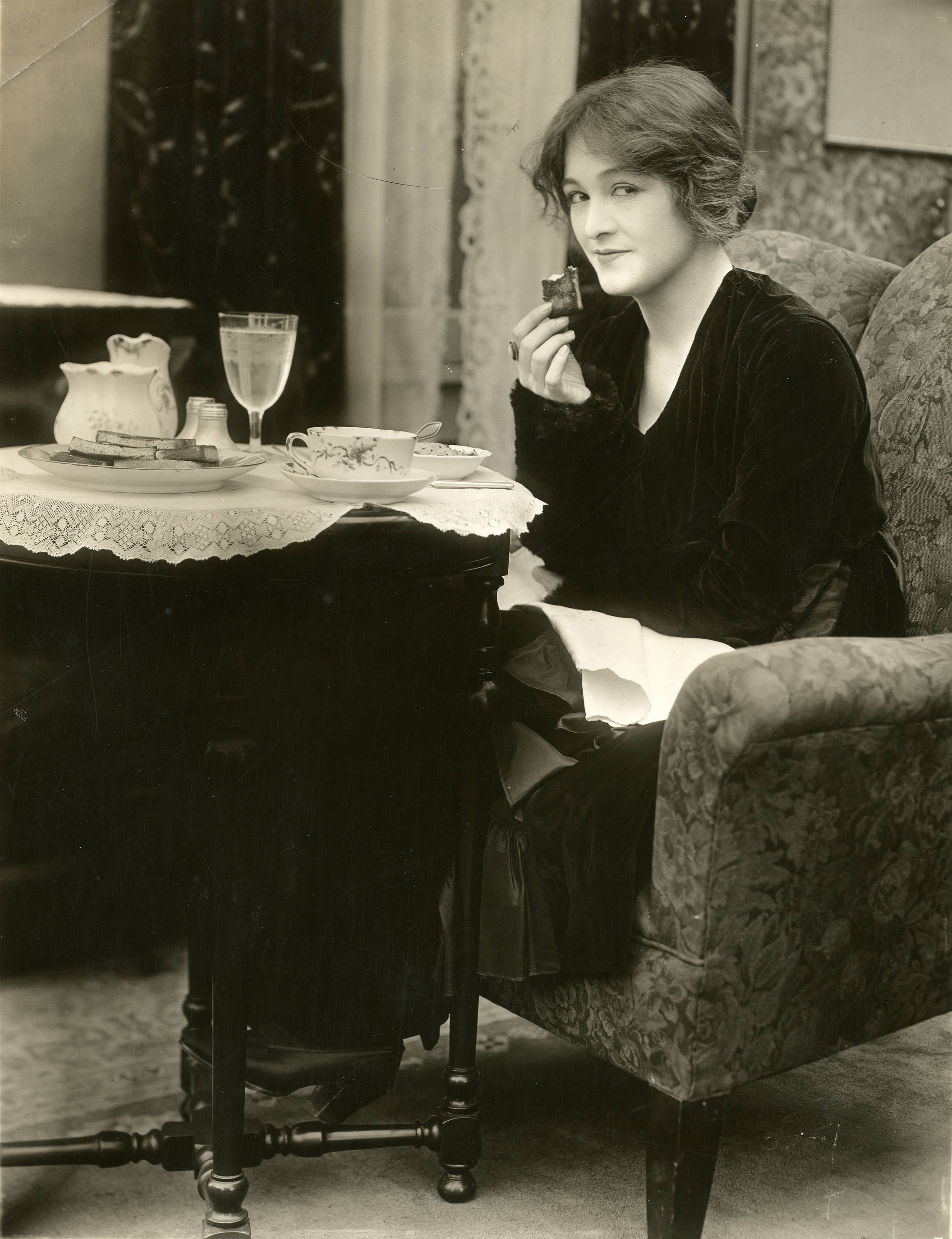
Gladys Brockwell (1917)

Gladys Brockwell wuchs in ihrer Geburtsstadt New York auf. Ihre Mutter war die Sängerin und Theaterschauspielerin Lillian „Billie“ Lindeman, die bei der Geburt ihrer Tochter erst 13 Jahre alt war. Ihre Bindung beschrieb Brockwell später mehr als „Freundschaft“ als eine typische Mutter-Kind-Beziehung. Über ihren Vater H. R. Lindeman sind keine Details bekannt.
Brockwell heiratete im September 1915 den Schauspieler Robert B. Broadwell. Die Ehe blieb kinderlos und wurde im März 1918 geschieden. Eine zweite, im Juli 1918 geschlossene Ehe mit dem Regisseur Harry Edwards hielt lediglich drei Tage an und wurde noch im selben Jahr als ungültig annulliert.
Nach Eintritt der Vereinigten Staaten in den Ersten Weltkrieg engagierte sich Brockwell als Patriotin und Frauenrechtlerin, als sie öffentlich Werbung dafür machte, dass Frauen die Berufe ihrer in den Krieg gezogenen Männer übernahmen, auch wenn es sich hierbei um typische „Männerjobs“ handelte. Sie selbst arbeitete in dieser Zeit – werbewirksam von Reportern des Motion Picture Magazine begleitet – als Netzelektrikerin, Schmied, Barbier, Wasserwagenfahrerin, Elektrikerin, Farmarbeiterin und Briefträgerin.
Am 27. Juni 1929 war Gladys Brockwell Beifahrerin im Wagen des mit ihr befreundeten Werbefachmanns Thomas Brennan, als das Fahrzeug in der Nähe von Calabasas in einer Kurve verunglückte. Der vermutlich zu schnelle Wagen überschlug sich dreimal und kam schließlich nach 20 Meter auf einer Böschung zum Stehen. Brockwell, die unter dem Wagen eingequetscht war, wurde mit mehreren Knochenbrüchen und inneren Verletzungen ins Osteopathic Hospital in Los Angeles eingeliefert, wo sie in den folgenden Tagen insgesamt vier Bluttransfusionen erhielt. Brockwell erholte sich langsam von ihren Verletzungen, als sie eine Peritonitis erlitt. Trotz weiterer Behandlungen starb die Schauspielerin am Abend des 2. Juli 1929 im Alter von 34 Jahren.
Gegen Thomas Brennan wurde keine Ermittlungen wegen des Unfalls angestellt. Er erholte sich von seinen Verletzungen, starb jedoch im Februar 1949 bei einem weiteren Autounfall in Los Angeles. Gladys Brockwell besitzt kein Grabmal, ihr Leichnam wurde eingeäschert und die Urne ihrer Familie übergeben.

## Karriere

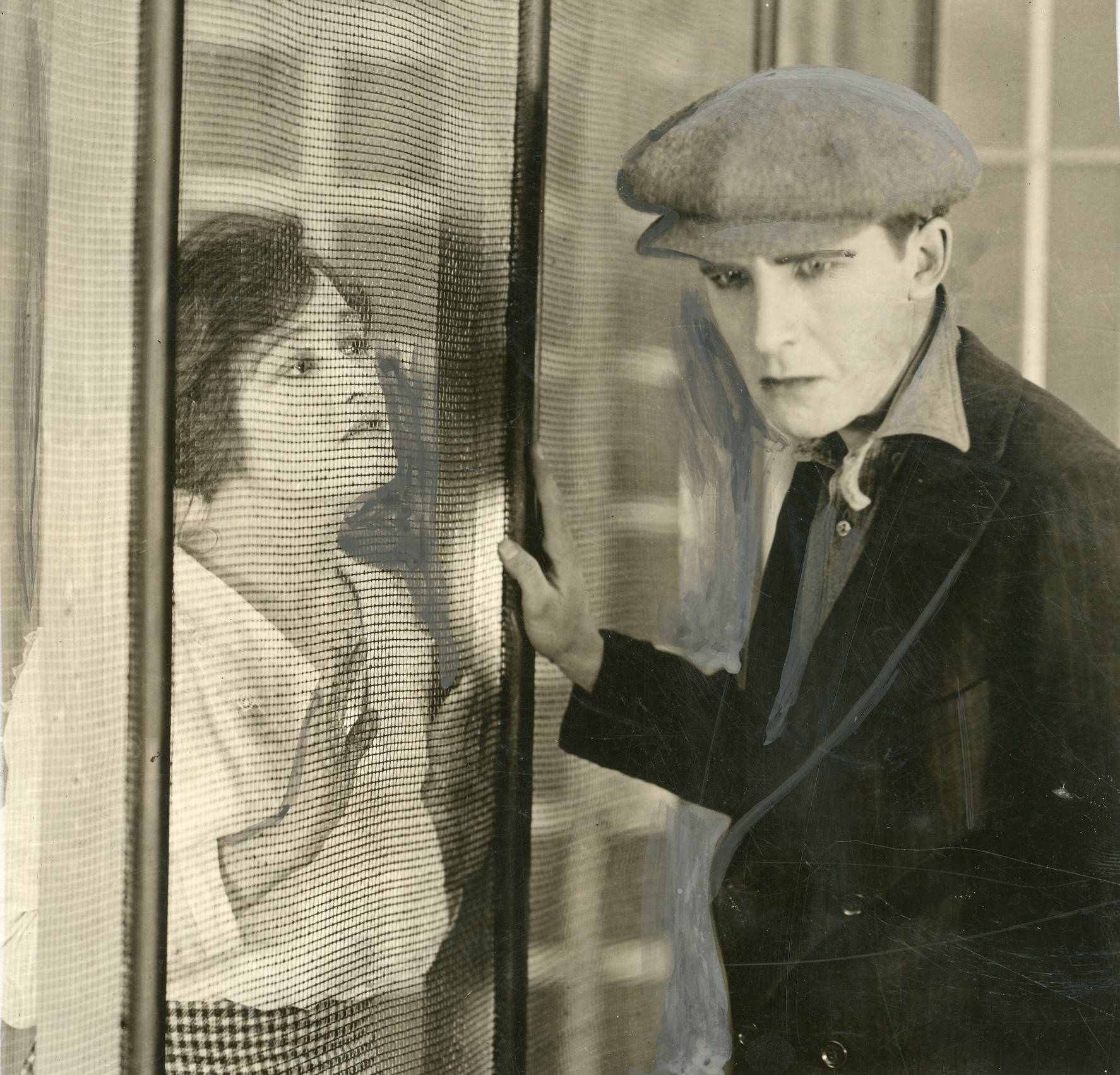
Brockwell mit William Scott in Pitfalls of a Big City (1919)

Im Alter von drei Jahren hatte Brockwell ihre erste Sprechrolle am Theater. Mit elf Jahren folgten die ersten Hauptrollen. 1913 begann sie ihre Laufbahn als Filmschauspielerin bei der Lubin Manufacturing Company in Philadelphia und nahm zu dieser Zeit auch ihren Künstlernamen an. Nach weiteren Filmen für andere Studios schaffte Brockwell 1916 den Durchbruch in Hollywood als Vertragsschauspielerin der Fox Studios, für die sie bald ein wichtiger Star wurde.
Anfang der 1920er Jahre erreichte Brockwell in Zusammenarbeit mit anderen bedeutenden Filmstudios den Höhepunkt ihrer Schauspielkarriere durch die Rolle der Nancy in Oliver Twist sowie im folgenden Jahr als Schwester Gudule in Der Glöckner von Notre Dame. In den folgenden Jahren war sie in zahlreichen Hauptrollen und wichtigen Nebenrollen zu sehen. So spielte Brockwell 1927 die weibliche Hauptrolle an der Seite von Harry Langdon in der Komödie Die ersten langen Hosen sowie Nebenrollen in Im siebenten Himmel und Blaue Jungs – blonde Mädchen. Obwohl sie auch in Komödien mitwirkte, war sie zumeist in dramatischen Rollen zu sehen. Anders als anderen Stars der Stummfilmära gelang Brockwell der Übergang zum Tonfilm erfolgreich. So war sie 1928 als Molly Thompson im ersten Tonfilm in Spielfilmlänge, Lights of New York, zu sehen. Durch den Erfolg dieses Films erhielt Brockwell einen Vertrag bei Warner Brothers und sollte in weiteren Produktionen des Studios Hauptrollen übernehmen.
Ihr letzter Film The Drake Case erschien postum im September 1929.

## Wirken

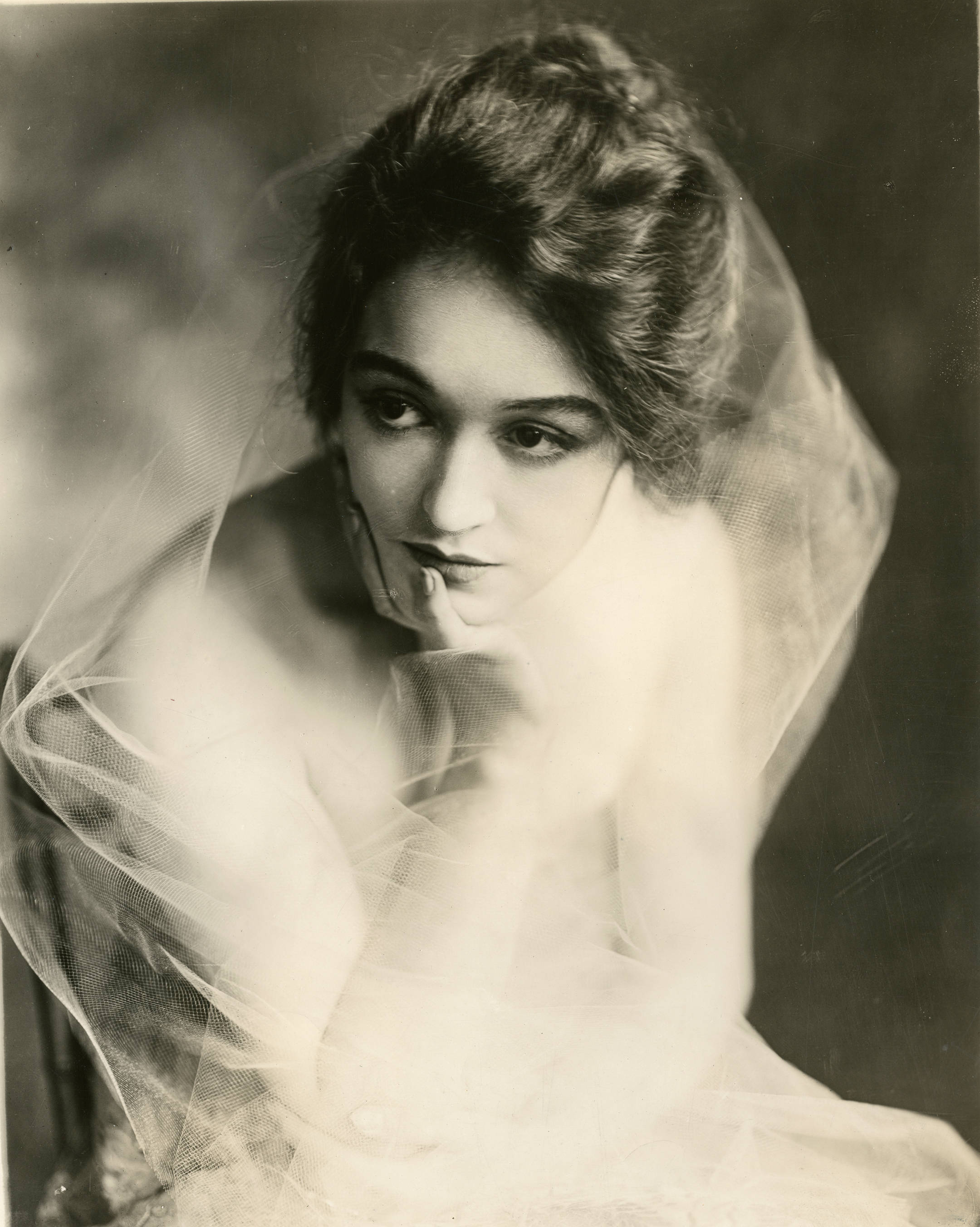
Gladys Brockwell (1919)

Gladys Brockwell war seit ihrem Wechsel nach Hollywood 1916 eine bedeutende Schauspielerin und als Hauptdarstellerin in zahlreichen Filmen der Fox Studios zu sehen. In den 1920er Jahren beschränkte sie sich überwiegend auf Nebenrollen, dennoch wurde ihr Name aufgrund ihrer Popularität weiterhin als erster auf Filmplakaten und Werbeanzeigen genannt. In diesen Jahren festigte Brockwell ihren Ruf als Charakterdarstellerin und erhielt von Filmkritikern die Bezeichnung „The Woman of a Thousand Expressions“ („Die Frau der Tausend Expressionen“), die auch auf Filmplakaten und in Anzeigen Verwendung fand.
Brockwell verkörperte in ihren Filmen sowohl positive Figuren wie Mütter und „gefallene Engel“, als auch schwierige Frauen (sogenannte Harrigans, im deutschen zu vergleichen mit Vetteln). Sie bevorzugte anspruchsvolle Charakterrollen, weshalb ihre Filmauftritte ab 1920 seltener, aber auch qualitativ anspruchsvoller wurden. Brockwell spielte vorwiegend Rollen, die mehrere Jahre älter waren als sie. Ihr Äußeres wurde unter anderem durch ihre großen, dunklen Augen und ihre dichten Augenbrauen als „auffällig“ beschrieben. Trotz ihrer damaligen Popularität erhielt Brockwell in den Jahren und Jahrzehnten nach ihrem Tod nur selten Anerkennung für ihre Verdienste für die Fox Studios.
Von Gladys Brockwells insgesamt 117 Filmen gelten mehrere Dutzend heutzutage als verschollen oder zerstört. Dies liegt zum einen an dem zu dieser Zeit verwendeten, hochentzündlichen Zelluloidfilm, der sich bei schlechter Lagerung selbst zersetzt, zum anderen daran, dass die Filme nach dem Siegeszug des Tonfilms als wertlos angesehen und deshalb vernichtet wurden.

## Filmografie (Auswahl)

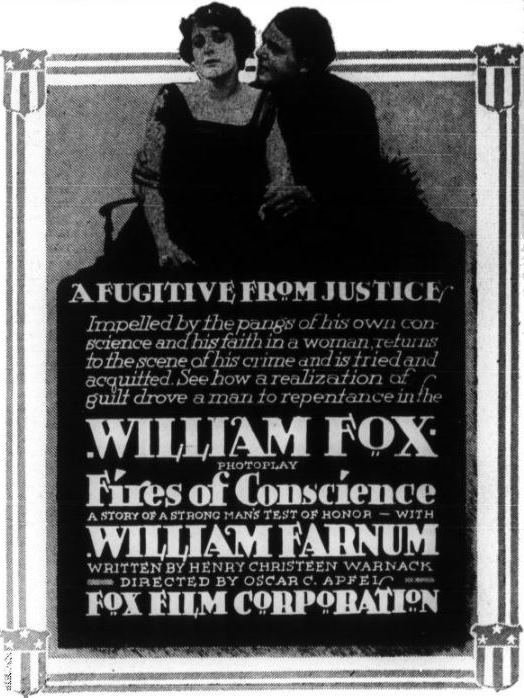
The Fires of Conscience (1916)

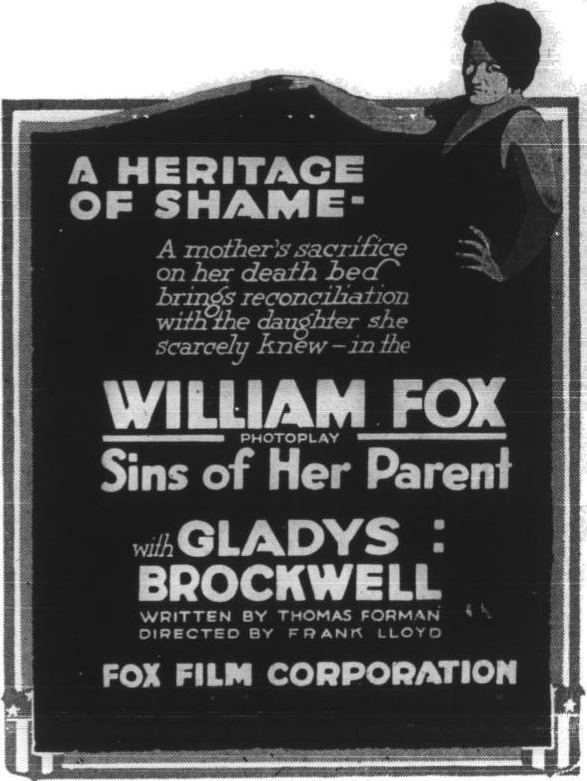
Sins of Her Parent (1916)

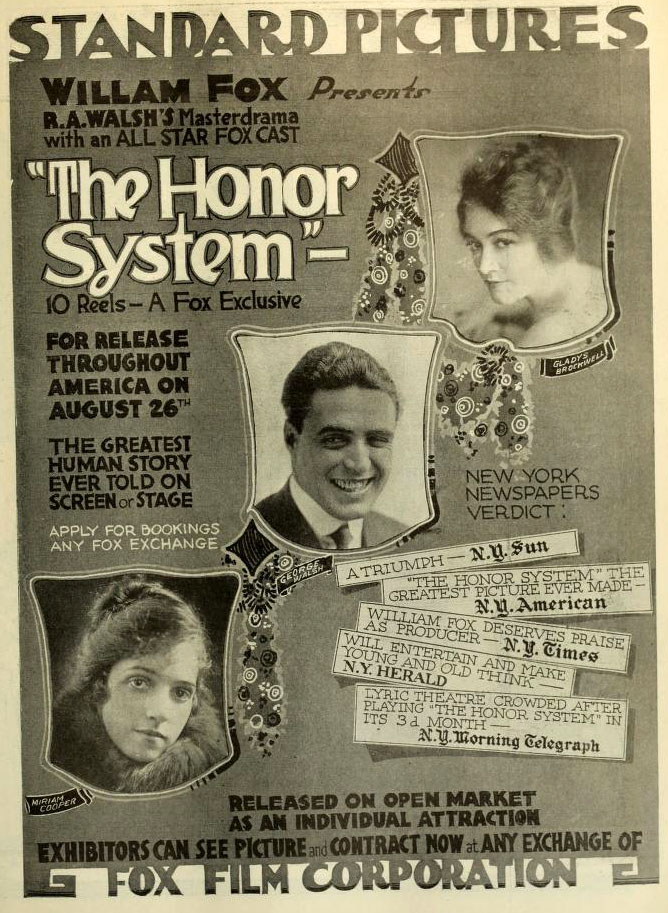
The Honor System (1917), einer der verschollenen oder zerstörten Filme Brockwells

- 1913: The Evil One (Kurzfilm; verschollen oder zerstört)
- 1913: The Counterfeiter’s Fate (Kurzfilm)
- 1913: The Rattlesnake (nur in Fragmenten erhalten)
- 1913: His Blind Power (Kurzfilm)
- 1914: The Geisha (Kurzfilm)
- 1914: The Last of the Line (Kurzfilm)
- 1914: A Relic of Old Japan (Kurzfilm)
- 1914: The Typhoon
- 1915: Double Trouble
- 1916: The Fires of Conscience
- 1916: Sins of Her Parent
- 1917: A Branded Soul (Film verschollen oder zerstört)
- 1917: The Honor System (Film verschollen oder zerstört)
- 1917: The Soul of Satan
- 1918: Kultur (Film verschollen oder zerstört)
- 1919: Pitfalls of a Big City
- 1920: Flames of the Flesh (Film verschollen oder zerstört)
- 1920: The Mother of His Children (Film verschollen oder zerstört)
- 1921: The Sage Hen
- 1922: Oliver Twist
- 1922: Paid Back
- 1923: Der Glöckner von Notre Dame (The Hunchback of Notre Dame)
- 1923: Penrod and Sam
- 1923: The Darling of New York (nur in Fragmenten erhalten)
- 1924: The Foolish Virgin (Film verschollen oder zerstört)
- 1924: Ihr Junge (So Big) (Film verschollen oder zerstört)
- 1925: Chickie (Film verschollen oder zerstört)
- 1925: The Ancient Mariner (Film verschollen oder zerstört)
- 1926: The Skyrocket (Film verschollen oder zerstört)
- 1926: Twinkletoes
- 1926: Bedrohte Grenzen (The Last Frontier)
- 1926: Spangles
- 1927: Die ersten langen Hosen (Long Pants)
- 1927: The Country Doctor
- 1927: Mann-Weib-Sünde (Man, Woman and Sin)
- 1927: Im siebenten Himmel (7th Heaven)
- 1928: Blaue Jungs – blonde Mädchen (A Girl in Every Port)
- 1928: The Home Towners (Film verschollen oder zerstört)
- 1928: Lights of New York
- 1928: Die Stunde der Entscheidung (The Woman Disputed)
- 1928: The Law and the Man
- 1929: The Hottentot (Film verschollen oder zerstört)
- 1929: The Argyle Case (nur Tonspur in Fragmenten erhalten)
- 1929: Hardboiled Rose
- 1929: The Drake Case